# 李可久
李可久（1532年—？），字之德，山西澤州陽城縣人，軍籍，明朝政治人物。

## 生平
山西鄉試第十六名舉人。嘉靖四十一年（1562年）中式壬戌科會試第六十三名，三甲第一百三十五名進士。授唐縣知縣，歴河間府同知，升山東按察司僉事，皆有政績。因忤當道，謫為華州知州，擢南京兵部武選司郎中，萬曆六年（1578年）五月晉四川僉事，分巡上川南道，自劾去官。

## 家族
曾祖李譽，壽官；祖父李思忠，贈知縣；父李豸，右布政使。母梁氏（封孺人）。具庆下。弟可大、可教。